# Tildonk
Tildonk is een voormalige gemeente in de provincie Vlaams-Brabant en maakt vanaf 1977 samen met Wespelaar, Wakkerzeel, Kelfs en Haacht deel uit van de fusiegemeente Haacht.

## Geschiedenis
De oudste vermelding van Tildonk treffen we aan in 1107 in de familienaam van Reinerus de 'Thieldunck'.
Tildonk bestaat uit twee Middeleeuwse woorden: 'Til' = bos en 'donk' = verhevenheid. De ridders 'van Tildonk', vertrouwelingen van de hertog van Brabant, bewoonden er tijdens de 12de eeuw twee motten: Oudenborg en Nieuwenborg (op de plaats van het huidige 'Kasteeltje'). Op 14 mei 1267 vond hier een veldslag plaats over de troonopvolging in Brabant. Met name de Leuvense adel verzette zich tegen de opvolging van de overleden hertog Hendrik III door zijn tweede zoon Jan. Zij werden bij Tildonk verslagen door Wouter van Berthout, de heer van Mechelen, die hertog Jan steunde.
In 1699 werd Tildonk tot graafschap verheven ten gunste van Charles L'Archier. Nadien kwam het in handen van de familie de Lalaing. Graaf Maximiliaan de Lalaing was de voornaamste heer van Tildonk.
In 1967 nam de gemeente Tildonk het wapenschild over van de adellijke familie de Lalaing: een ovaal schild van keel met tien aaneengesloten en aanstokkende ruiten van zilver, 3, 3, 3, en 1 geplaatst, het schild gehouden door twee omziende griffioenen van goud en getopt met een kroon van drie fleurons gescheiden door twee groepen van drie parels.
Tildonk wordt sedert 1750 doorsneden door het kanaal Leuven-Dijle en vanaf 1837 door de spoorweg Mechelen-Leuven.
In 1821 richtte pastoor Joannes Cornelius Martinus Lambertz het ursulinenklooster op dat nadien 'moederhuis' werd van tientallen nieuwe stichtingen, verspreid over vier continenten. Het klooster was indertijd vermaard voor zijn Internationale school. Magda Goebbels (Behrend) studeerde hier kort alvorens ingeschreven te worden op Sint-Ursula meisjesschool in Onze-Lieve-Vrouw-Waver. De stijlvolle art-nouveaufeestzaal fungeerde als decor voor menige film.
Tildonk bezit sedert 1930 twee reuzen: Jan en Babs van Tildonk. Onder impuls van vzw Tilloenk Leeft mocht het koppel op 21 mei 2018 hun eerste kind Netteke verwelkomen en kreeg Haacht als eerste Vlaamse gemeente de erkenning van "Reusvriendelijke gemeente".
In 1976 werd Tildonk uitgeroepen tot Bloemendorp.
In 2011 werd in Tildonk fanfare Toeterdonk opgericht.

## Bezienswaardigheden
- Het dorpscentrum in zijn geheel (kloostercomplex, kerk, kerkhof, pastorie, voormalig gemeentehuis)
- De Sint-Jan Baptistkerk
- Het sas en sashuis, uit de 2e helft van de 18e eeuw
- Het Kasteeltje van Tildonk
- De Onze-Lieve-Vrouw-van-Troostkapel
- Het Ursulinenklooster met het Sint-Angela-Instituut

## Natuur en landschap
Tildonk ligt op een hoogte van 15-17 meter, aan het Kanaal Leuven-Dijle.

## Demografische ontwikkeling
- Bronnen:NIS, Opm:1831 tot en met 1970=volkstellingen; 1976 = inwoneraantal op 31 december

## Bestuur
Sinds 1977 is Tildonk geen zelfstandige gemeente meer maar een deelgemeente van Haacht.
Burgemeesters van Tildonk waren:
- Jules I Persoons (°1874-1943) van 1912 tot 1929
- Pierre Desmedt van 1929 tot 1932
- Jules II Persoons (°1906-1969) van 1932 tot 1947
- Raymond de Behault du Carmois onafgebroken van 1947 tot aan zijn dood op 12 september 1972
- Gustaaf Verbiest van 1972 tot aan de gemeentefusie in 1977

## Nabijgelegen kernen
Wespelaar, Buken, Winksele-Delle

## Verder lezen
- Gordts J.: Tilloenk vruger, Tildonk, 2006.